# Dream Away
„Dream Away” - singel Tiffany Giardiny wydany 1 listopada 2006. Jego producentem był John Milton.

## Videoklip
Teledysk do utworu „Dream Away” nagrywany był w Nowym Jorku, premiera miała miejsce 1 listopada 2006 na oficjalnej stronie YouTube artystki.